# Немоцниці Мотол (станція метро)
50°04′29″ пн. ш. 14°20′25″ сх. д. / 50.07472° пн. ш. 14.34028° сх. д.
Немоцниці Мотол (чеськ. Nemocnice Motol — Шпиталь Мотол) — кінцева станція лінії A празького метрополітену, розташована після станції «Петршини», району Мотол, Прага 5. Станція відкрита 6 квітня 2015 на ділянці Дейвіцька — Немоцниці Мотол.
Крита наземна станція з двома прямими береговими платформами. Станція з колійним розвитком — перехресний з'їзд в кінці лінії.
Назва станції походить від назви факультетського шпиталю в районі Мотол, (Прага 5). Підземний вестибюль пов'язаний підземним переходом під вулицею Кукулова з північним входом на територію цієї лікарні.
Розташування станції обумовлено прагненням істотно поліпшити транспортну ситуацію в районі розташування відомих лікарень і одночасно зв'язати лінію A метрополітену автобусними рейсами з районом Ржепа. Розташування станції не дозволяє влаштувати кінцеві станції автобусів поруч зі станцією. Як одне з рішень пропонується улаштування автобусного термінала на північ від станції в районі трамвайного кільця Випих.

## Фотографії

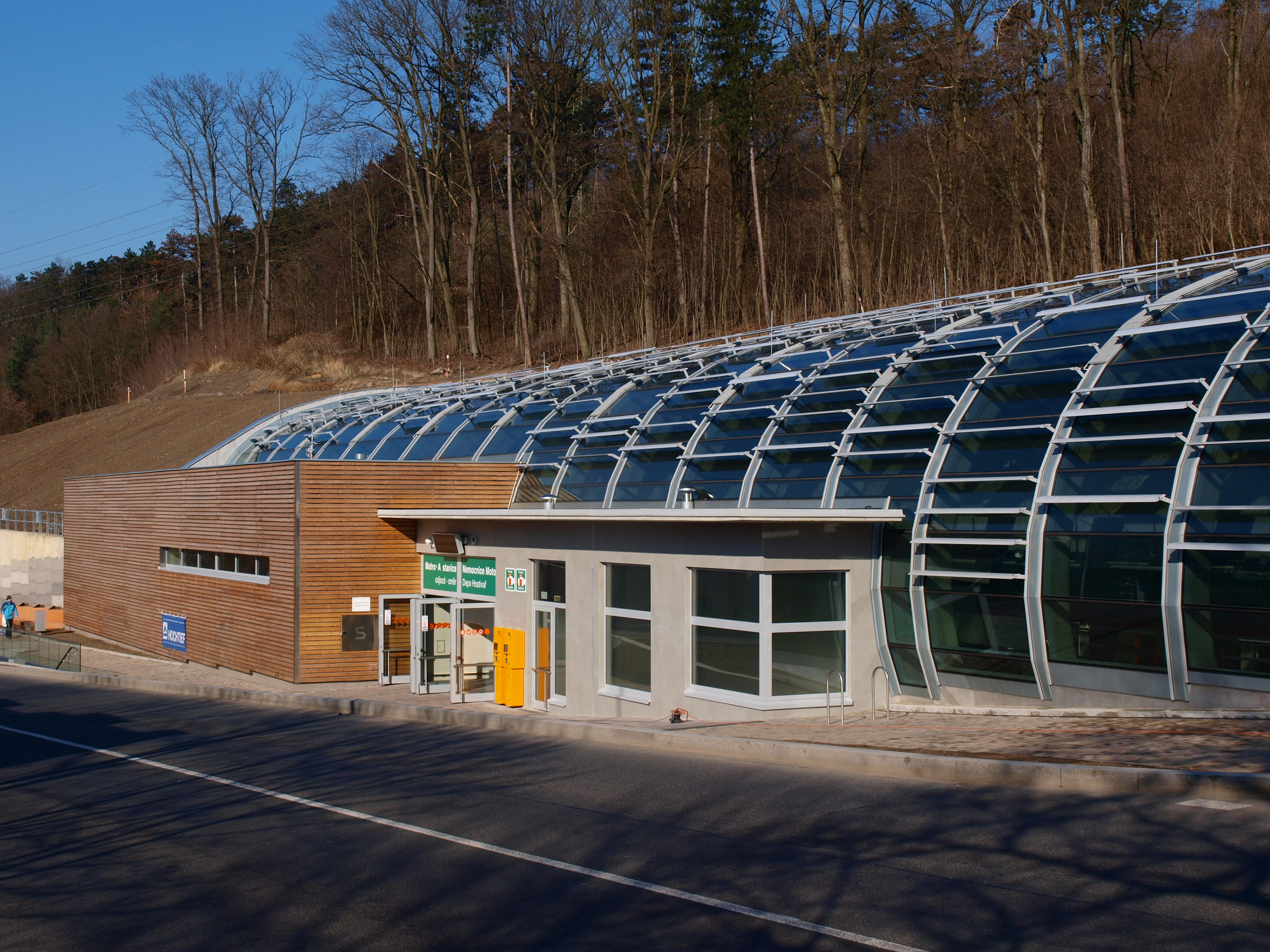
Вид ззовні
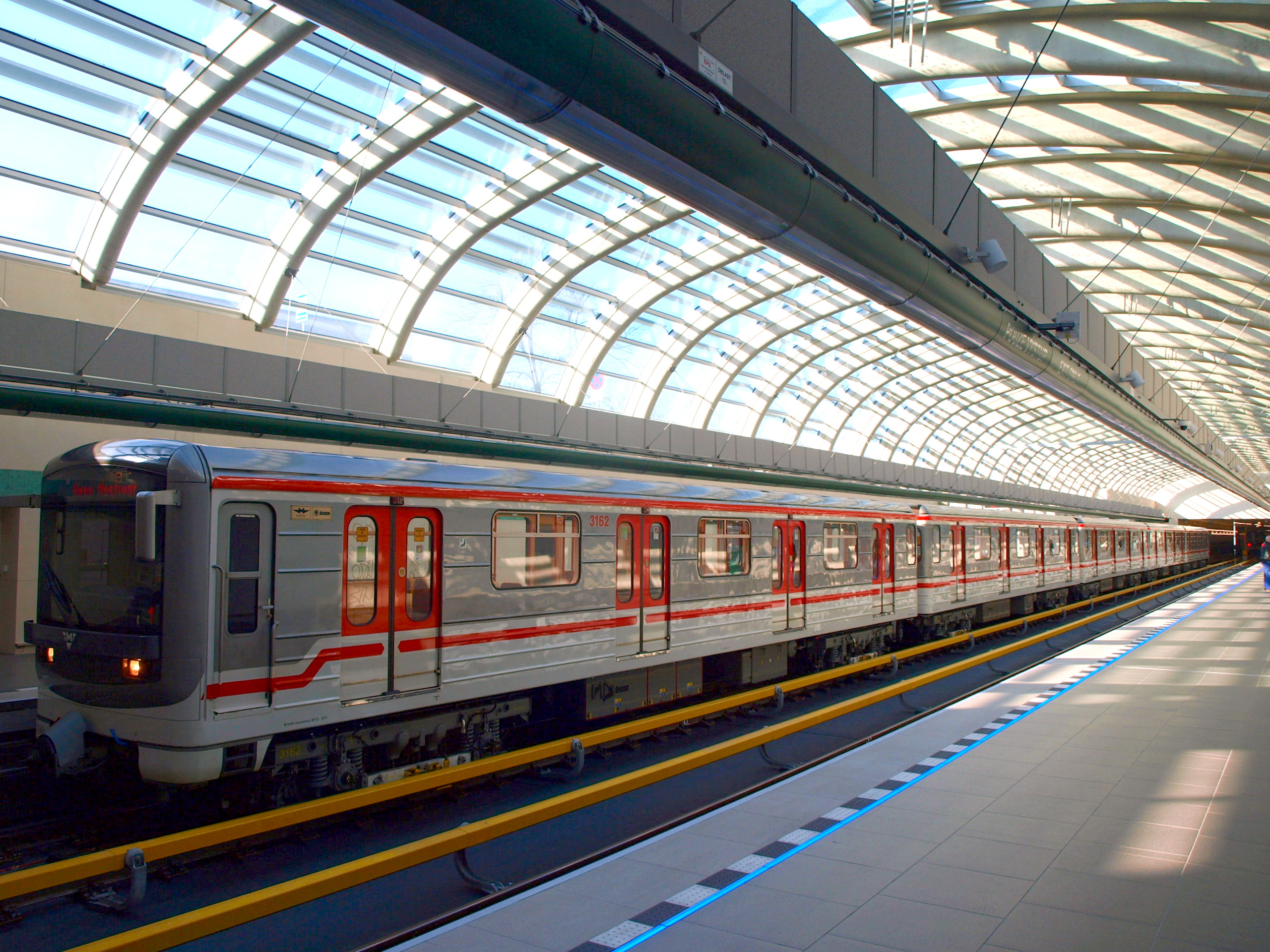
Поїзд на станції
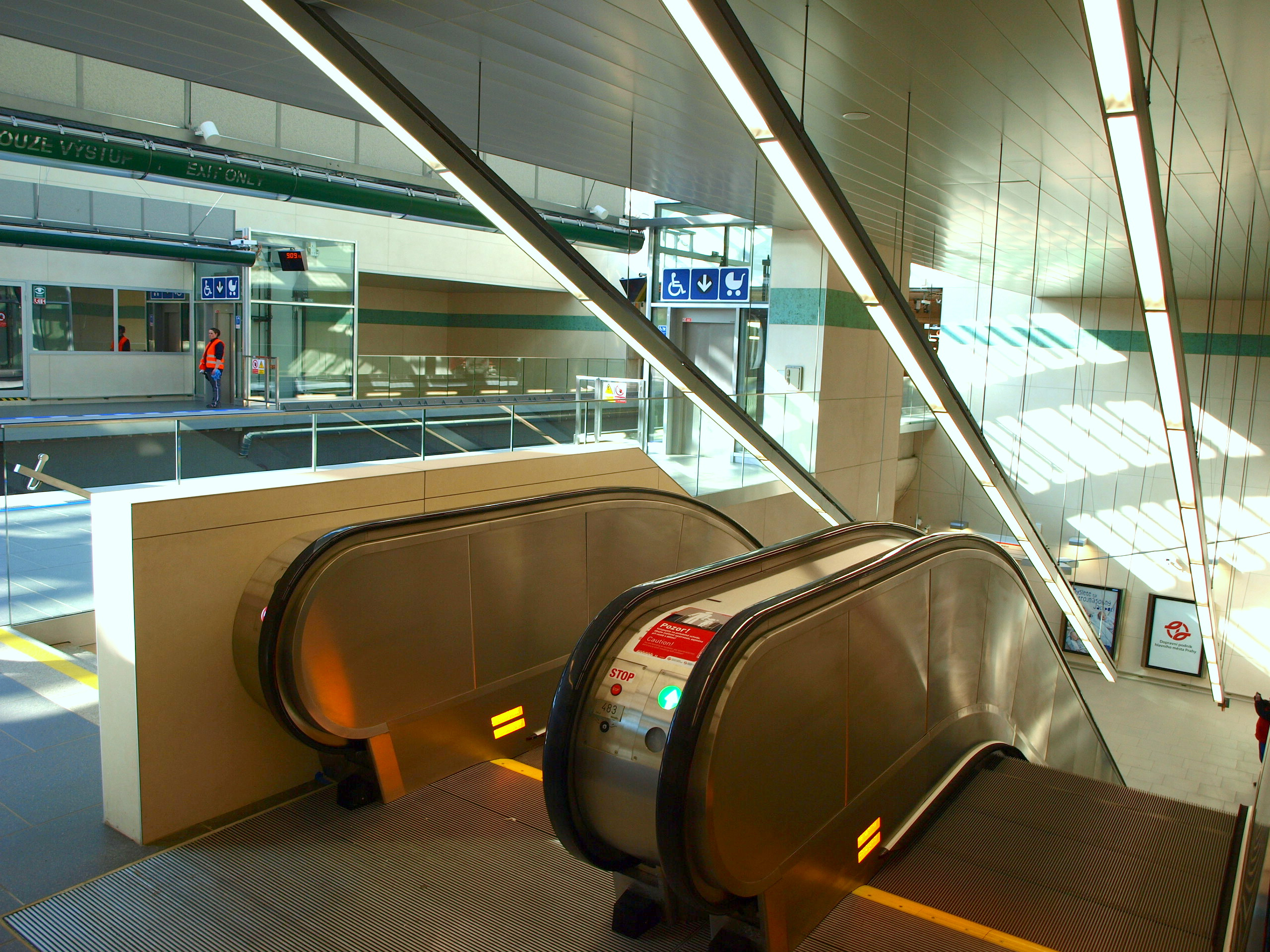
Ескалатори

## Ресурси Інтернету
- Станція на неофіційному порталі Празького метро(чес.)